# Barentsovo more
Barentsovo more (nor. Barentshavet; rus. Баренцево море – latinično: Barencevo more) rubno je more Arktičkoga oceana, smješteno uz sjeverne obale Norveške i Rusije i podijeljeno između norveških i ruskih teritorijalnih voda. U ruskome govornom području bilo je poznato kao Sjeverno more, Pomorsko more ili Murmansko more, a sadašnje ime dobilo je po povijesnom nizozemskom moreplovcu Willemu Barentsu.
Barentsovo more je plitko more i dio epikontinentalog pojasa, prosječne dubine oko 230 metara. Važno je ribolovno područje i mjesto istraživanja i eksploatiranja ugljikovodika. Graniči s poluotokom Kola na jugu, Norveškim morem na zapadu, otočjem Svalbard na sjeverozapadu, Zemljom Franje Josipa na sjeveroistoku i Novajom zemljom na istoku. Otočje Novaja zemlja produžetak je sjevernog dijela gorja Ural i odvaja Barentsovo od Karskog mora.
Premda se geografski smatra dijelom Arktičkoga oceana, Barentsovo more je "orijentirano na Atlantik" ili u procesu "atlantifikacije" zbog svog statusa "vruće točke zagrijavanja Arktika". Hidrološke promjene uslijed globalnog zatopljenja dovele su do smanjenja morskog leda i stratificiranja vodenog stupca, što bi moglo uzrokovati velike promjene vremena u Euroaziji. Jedno od predviđanja navodi da će se povećanjem površine trajnog područja bez leda u Barentsovom moru dodatno povećati isparavanje, što će za posljedicu imati povećate snježnih padalina u većem dijelu kontinentalne Europe.

## Geografija
Južna polovica Barentsova mora, uključujući i luke Murmansk (Rusija) i Vardø (Norveška) ostaju bez leda tijekom cijele godine zbog tople sjevernoatlantske struje. U rujnu je cijelo Barentsovo more uglavnom u potpunosti bez leda. Do 1944. teritorij Finske također je sezao do Barentsova mora. Luka Liinakhamari u okrugu Pečengski bila je jedina finska zimska luka bez leda sve dok nije pripojena Sovjetskome Savezu.
Tri su glavne vrste vodenih masa u Barentsovu moru: topla i slana atlantska voda (temperatura >3 °C, salinitet >35) iz Sjevernoatlantske struje, hladna arktička voda (temperatura <0 °C, salinitet <35) sa sjevera i topla obalna voda niže slanosti (temperatura >3 °C, salinitet <34,7). Između atlantskih i polarnih voda formira se tzv. Polarna fronta. U zapadnim dijelovima mora (blizu Medvjeđeg otoka), ova je fronta određena topografijom morskog dna i stoga je relativno oštra i stabilna iz godine u godinu, dok na istoku (prema Novajoj zemlji) može biti prilično difuzna i slabo određena, a njezin položaj može značajno varirati između godina.
Područje Novaje zemlje postiglo je najveći stupanj rane holocenske obalne deglacijacije prije otprilike 10 000 godina.

## Opseg
Međunarodna hidrografska organizacija ovako definira granice Barentsova mora:
Na zapadu: Sjeveroistočna granica Norveškoga mora (crta koja spaja najjužniju točku zapadnog Spitzbergena do Sjevernog rta Medvjeđeg otoka, kroz ovaj otok do rta Bull i odatle do Sjevernog rta u Norveškoj – 25°45'E).
Na sjeverozapadu: istočna obala zapadnog Spitzbergena (tjesnac Hinlopen do 80° geografske širine sjeverno; južne i istočne obale sjeveroistočne zemlje, otok Nordaustlandet do rta Leigh Smith – 80°05′N 28°00′E / 80.083°N 28.000°E).
Na sjeveru: rt Leigh Smith preko otoka Boljšoj ostrov (Storøya), Gilles (Kvitøya) i Victoria; Rt Mary Harmsworth (jugozapadni kraj Aleksandrine zemlje) duž sjeverne obale Zemlje Franje Josipa sve do rta Kohlsaat (81°14′N 65°10′E / 81.233°N 65.167°E).
Na istoku: rt Kohlsaat do rta Želanija; zapadna i jugozapadna obala Novaje Zemlje do rta Kusov nos i odatle do zapadnog rta, zaljev Dolgaja (70°15′N 58°25′E / 70.250°N 58.417°E) na otoku Vajgač. Kroz otok Vajgač do rta Greben; odatle do rta Beji nos.
Na jugu: Sjeverna granica Bijelog mora (crta koja spaja Svjatoji nos (obala Murmanska, 39°47'E) i rt Kanin.
Ostali otoci u Barentsovu moru jesu Čajči i Timanec.

## Geologija
Barentsovo more izvorno je nastalo iz dva velika sudara kontinenata tijekom kaledonske orogeneze, najprije iz sudara paleokontinenata Baltika i Laurentia  i formiranja Laurazije, te kasnijeg sudara između Laurazije i Zapadnog Sibira. Većim dijelom geološke povijesti područjem Baltičkoga mora dominira ekstenzijska tektonika, uzrokovana kolapsom kaledonskog i uralskog orogenog pojasa i raspadom Pangee. Ovi su događaji stvorili velike riftne bazene koji dominiraju Barentsovim šelfom, zajedno s raznim platformama i strukturnim uzvisinama. Kasnijom geološkom poviješću Barentsova mora dominira kasnokenozojsko uzdizanje, posebice ono uzrokovano kvartarnom glacijacijom, koja je rezultirala erozijom i taloženjem značajne količine sedimenta.

## Ekologija
Zbog sjevernoatlantskog pomicanja, Barentsovo more ima veliku proizvodnju biomase u usporedbi s drugim oceanima slične zemljopisne širine. Proljetno cvjetanje fitoplanktona može započeti prilično rano u blizini ruba leda, jer slatka voda iz otopljenog leda čini stabilan sloj iznad slojeva morske vode. Bujanje fitoplanktona povećava dostupnost hrane zooplanktonu poput Calanusa finmarchicusa, Calanusa glacialisa, Calanusa hyperboreusa, Oithona spp. i kril. Zooplankton koji se hrani uključuje mladi bakalar, kapelin, polarni bakalar, kitovi i mala njorka. Kapelin je ključna hrana za vrhunske grabežljivce poput sjeveroistočnog arktičkog bakalara, grenlandskog tuljana i morskih ptica kao što su tankokljuna i debelokljuna njorka. Ribolov u Barentsovu moru, posebice ribolov bakalara, od velike je gospodarske važnosti i za Norvešku i za Rusiju.
SIZEX-89 bio je međunarodni eksperiment iz 1989. godine čiji je glavni cilje bilo istraživanja senzorskih potpisa različitih vrsta leda kako bi se razvili algoritmi za praćenje karakteristika ledenog pokrova, kao što su vrsta, koncentracija i kinetika leda. Premda su prethodna istraživanja sugerirala da grabežljivost kitova može biti uzrokom iscrpljivanja ribljih zaliha, novija istraživanja dokazuju da hranjnjenje morskih sisavaca ribom ima marginalni utjecaj na riblji fond. Model koji procjenjuje učinke čovjekovog eksploatiranja i  klimatskih promjena bio je daleko precizniji u opisivanju trendova kretanja ribljeg fonda. Populacija polarnih medvjeda povezana s Barentsovim morem genetski je različita od one koja živi u drugim staništima.

### Onečišćenje
Barentsovo more je "među najzagađenijim mjestima na Zemlji" zbog dugogodišnjeg nakupljanja morskog smeća, desetljeća sovjetskih nuklearnih pokusa, odlaganja radioaktivnog otpada, te industrijskog zagađenja. Povećano zagađenje uzrokovalo je povećane stope bolesti među lokalnim stanovništvom. Gomilanjem vojne opreme i povećanjem pomorskog prometa morskim putem koji vodi kroz Arktik prema istoku, postoji mogućnost daljnjega povećanja onečišćenja i povećanog rizika katastrofalnih izlijevanja nafte.

### Zatopljenje
Barentsko more dio je Arktika koji se najbrže zagrijava. Po nekim procjenama, led Barentsova mora mogao bi trajno nestati ako globalno zagrijavanje pređe 1,5 stupnjeva.  Više nego u bilo kojem drugom području brzo zagrijavanje olakšava otkrivanje potencijalnih veza između stanja leda na moru i vremenskih uvjeta na kopnu. Prva studija koja je predložila vezu između smanjenja plutajućeg leda u Barentsovu moru i susjednome Karaskom moru, te intenzivnijih zima u Europi, objavljena je 2010. godine, i od tada je provedeno opsežno istraživanje ove pojave. Primjer, objavljeni rad iz 2019. godine navodi da je smanjenje leda u Barentsovu moru odgovorno za 44% trenda hlađenja središnje Euroazije u razdoblju od 1995. do 2014. godine, puno više nego što su modeli prethodni pokazivali, dok druga studija iste godine dokazuje da smanjenje leda u Barentsovu moru smanjuje snježni pokrivač na sjeveru Euroazije, ali ga povećava u središnjoj Europi. Postoje i potencijalne veze s ljetnim oborinama: dokazana je veza između smanjenja opsega leda u Barentsovu moru u studenome i prosincu i većih lipanjskih kiša na jugu Kine. Jedan je rad čak je dokazao vezu između opsega leda u Karskom moru i ledenog pokrivača jezera Qinghai na Tibetanskoj visoravni.

## Povijest
Barentsovo more se na ruskome govornome području nazivalo Murmanskoje more ili "Murmansko more" što je ruski izraz za Norvežane. Pojavljuje se pod istim imenom i na zemljovidima iz 16. stoljeća, primjerice u Zemljovidu Arktika Gerarda Mercatora objavljenoga u njegovom atlasu iz 1595. godine. Njegov istočni kut u području ušća rijeke Pečore poznat je kao Pečorskoje morje, odnosno Pečorsko more. U nekim izvorima prisutan je i naziv Pomorskje morje po prvim stanovnicima njegovih obala Pomorima.
Današnje ime ovom su moru dali Europljani u čast nizozemskog moreplovca i istraživača Willema Barentsa. Barents je bio vođa ranih ekspedicija na daleki sjever krajem 16. stoljeća.
Barentsovo more mornari su prozvali "Đavoljim plesnim podijem" zbog njegove nepredvidivosti i opasnosti.
Oceanski veslači ga zovu "Đavolja čeljust". Godine 2017., nakon prvog zabilježenog potpunog prelaska Barentsova mora od Tromsøa do Longyearbyena u čamcu na vesla ekspedicije Polar Row, norveška TV2 je upitala kapetana Fianna Paula kako bi veslač nazvao Barentsovo more. Fiann je odgovorio da će ga nazvati "Đavolja čeljust", dodajući da su vjetrovi s kojima se neprestano borite poput daha iz vražjih nosnica dok vas drži u svojim raljama.

### Moderno doba
Kartografiranje morskog dna dovršeno je 1933.,a prvi potpuni zemljovid izradila je ruska pomorska geologinja Maria Klenova.
Barentsovo more bilo je poprištem značajnog sukoba u Drugom svjetskom ratu koji je kasnije postalo poznato kao Bitka na Barentsovu moru. Pod zapovjedništvom Oskara Kummetza njemački su ratni brodovi potopili minopolagač HMS Bramble i razarač HMS Ahates, ali izgubili su razarač Z16 Friedrich Eckoldt. Također, njemačka krstarica Admiral Hipper teško je oštećena britanskom topničkom paljbom. Nijemci su se zatim povukli, a britanski je konvoj nedugo zatim stigao u Murmansk.
Tijekom Hladnog rata, sovjetska Sjeverna flota Crvenog barjaka koristila je južni dio mora kao podmorničku bazu, jednako kao i Rusija danas. Nuklearna kontaminacija iz odbačenih ruskih mornaričkih reaktora predstavlja ozbiljan ekološki problem u Barentsovu moru.

## Politički status i gospodarstvo
Desetljećima je trajao granični spor između Norveške i Rusije oko granice i prava eksploatiranja prirodnih bogatstava Barentsova mora. Norvežani su zagovarali načelo ekvidistance utemeljeno na Ženevskoj konvenciji o otvorenom moru iz 1958., dok su Rusi favorizirali sektorsku liniju temeljenu na meridijanu utemeljenu na sovjetskoj odluci iz 1926. Neutralna "siva" zona između tih oprečnih zahtjeva imala je površinu od 175 000 km², što je otprilike 12% ukupne površine Barentsova mora. Dvije zemlje započele su pregovore o lokaciji granice 1974., a dogovorile su se o moratoriju na istraživanje ugljikovodika 1976.
Dvadeset godina nakon raspada Sovjetskog Saveza, 2010. Norveška i Rusija potpisale su sporazum kojim je granica postavljena na jednaku udaljenost od njihovih konkurentskih zahtjeva. Odluka je ratificirana i stupila je na snagu 7. srpnja 2011. i ukinula tako "sivu zonu" koja je ubrzo postala područje za istraživanje nalazišta ugljikovodika.

### Nafta i plin
Potaknuta uspjehom istraživanja i proizvodnje nafte u Sjevernome moru 1960-ih, Norveška je 1969. započela istraživanje ugljikovodika u Barentsovu moru. Tijekom sljedećih godina Izvedena su seizmička istraživanja refleksije, koja su analizirana kako bi se razumjela lokacija glavnih sedimentnih bazena. Norveška naftna kompanija NorskHydro je 1980. izbušil prvu naftnu bušotinu, koja je nije dala rezultate, a prvi su uspjesi došli sljedeće godine kada su otkrivena plinska polja Alke i Askeladden. Tijekom 1980-ih napravljeno je još nekoliko otkrića na norveškoj strani Barentsova mora, najvažnije od kojih je polje Snøhvit.
Interes za to područje počeo je slabjeti zbog niza suhih bušotina, bušotina koje sadrže samo plin (koji je u to vrijeme bio jeftin) i previsokih troškova razvoja bušotina u tako udaljenom području. Zanimanje za to područje ponovno je pokrenuto u kasnim 2000-ima, nakon što je polje Snovhit konačno pušteno u proizvodnju i kada je došlo do dvaju novih velikih otkrića.
Rusi su otprilike u isto vrijeme započeli istraživanja na svom dijelu mora, ohrabreni svojim uspjehom u Timansko-pečorskom bazenu. Svoje su prve bušotine izbušili početkom 1980-ih, a tijekom ovog desetljeća otkrivena su neka vrlo velika plinska polja. Polje Štokman otkriveno je 1988. i klasificirano je kao divovsko plinsko polje: trenutno je 5. najveće plinsko polje na svijetu. S pogoršanim političkom nestabilnošću u zemlji 1990-ih došlo je do pada ruskih istraživanja u Barentsovu moru.

### Ribolov
Barentsovo more sadrži najveću populaciju bakalara na svijetu i važne zalihe kapelina. Ribarstvom zajednički upravljaju Rusija i Norveška u obliku Zajedničke norveško-ruske komisije za ribarstvo osnovane 1976. u pokušaju da se prati riblji fond i spriječi pretjerani izlov. Zajednička norveško-ruska komisija za ribarstvo postavlja ukupne dopuštene ulove (TAC) za više vrsta ribe na njihovim migracijskim putevima. Putem Komisije Norveška i Rusija također razmjenjuju ribolovne kvote i statistiku ulova kako bi osigurale da dođe do kršenja sporazuma, ali postoje problemi s predajom izvješća, a istraživači vjeruju da nemaju točne podatke o učincima ribolova na ekosustav Barentsova mora. Bakalar je jedan od glavnih ulova. Velik dio ulova ne prijavljuje se tijekom iskrcaja ribarskih brodova, kako bi se izbjegao porez i druge naknade. pošto mnogi ribari ne slijede striktno TAC-ove i pravila koja je postavila Komisija, količina ribe koja se godišnje izlovi iz Barentsova mora je uvelike podcijenjena.

#### Bioraznolikost i kontrole
Barentsovo more je mjesto gdje se susreću umjerene vode Golfske struje i hladne vode Arktika i mjesto je goleme raznolikosti organizama koji su dobro prilagođeni ekstremnim uvjetima svojih morskih staništa. To čini ove arktičke vrste vrlo atraktivnim za morsku bioprospekciju. Bioprospekcija u moru može se definirati kao potraga za bioaktivnim molekulama i spojevima iz morskih izvora koji imaju nova, jedinstvena svojstva i potencijal za komercijalnu primjenu. Primjene može biti, između ostalog u razvoju lijekova, hrane i stočne hrane, tekstila i kozmetike.
Norveška vlada strateški podupire razvoj morske bioprospekcije jer ima potencijal pridonijeti stvaranju novog i održivog bogatstva. Tromsø i sjeverna područja Norveške igraju središnju ulogu u ovoj strategiji i imaju izvrstan pristup jedinstvenim arktičkim morskim organizmima, postojećim pomorskim industrijama te kompetencijama i infrastrukturi za istraživanje i razvoj u ovoj regiji. Od 2007. znanost i industrija blisko surađuju na bioprospekciji te razvoju i komercijalizaciji novih proizvoda.

## Vanjske poveznice
- Foraminiferi Barentsova mora, pristupljeno 1. kolovoza 2023.